# Alfred Kirchner (Regisseur)
Alfred Kirchner (* 22. Mai 1937 in Göppingen) ist ein deutscher freiberuflicher Opernregisseur und Theaterleiter in Berlin.

## Leben
Alfred Kirchner wurde als Sohn eines Schriftleiters geboren.
Kirchner erhielt seine Ausbildung an der Max-Reinhardt-Schule für Schauspiel in Berlin. Er begann als Schauspieler und Regieassistent in Kiel. Von 1964 bis 1971 war er an Kurt Hübners Theater in Bremen tätig, anfangs als Regieassistent Peter Zadeks und Peter Palitzschs.
Alfred Kirchner ist verheiratet und hat zwei Töchter. Er lebt in Berlin und Stuttgart.

## Leistungen
Ab 1965 trat Kirchner mit eigenen Inszenierungen auf, so am Schauspielhaus Bochum bei Hans Schalla. Von 1972 bis 1979 war er Oberspielleiter am Staatstheater Stuttgart und ab 1974 Mitglied des Direktoriums unter Claus Peymann. Dazu gab er Gastinszenierungen an anderen Theatern und Festspielen, so in New York, beim Theater der Nationen, bei den Wiener Festwochen, am Holland Festival Amsterdam und an den Mülheimer Theatertagen. 1979 folgte er mit einem Teil des Stuttgarter Ensembles Peymann an das Schauspielhaus Bochum, wo er bis 1986 Mitdirektor war. 1986 folgte er Peymann an das Wiener Burgtheater, wo nach kurzer Zeit die langjährige Zusammenarbeit endete. 1989/90-1993 übernahm er mit drei anderen Intendanten („Viererbande“) erfolglos bis zur Schließung die Leitung der Staatlichen Schauspielbühnen Berlin.
Danach arbeitete Kirchner als freier Opernregisseur u. a. an der Frankfurter Oper, der Leipziger Oper, der Wiener Staatsoper und an der Hamburger Staatsoper. Mehrmals nahm er am Berliner Theatertreffen teil. Er legte den Schwerpunkt auf das Musiktheater an nationalen und internationalen Opernhäusern, so in Zürich, Barcelona, Oslo, Moskau, Straßburg, Montpellier, Toulouse, Oviedo, Dallas, Santiago de Chile und häufig in Santa Fe. Bei den Bayreuther Festspielen war er von 1994 bis 1998 mit der Neuinszenierung von Der Ring des Nibelungen vertreten.
Zusammenarbeit pflegt(e) er mit den Dirigenten Michael Gielen, Claudio Abbado, Nikolaus Harnoncourt, James Levine, Gerd Albrecht, Paulo Carignani, Graeme Jenkins, Dennis Russell Davis und De Billy.
Neben den Klassikern des Schauspiels und des Musiktheaters engagiert sich Alfred Kirchner besonders für Ur- und Erstaufführungen von Martin Walser, Peter Turrini, Heiner Müller, Herbert Achternbusch, Dario Fo und Maxim Gorki, Gerlind Reinshagen, Hans Zender oder Udo Zimmermann.
Kirchner unterrichtete an der University of Athens, Georgia, an der Musikhochschule und Universität Hamburg sowie an der Hochschule für Musik „Hanns Eisler“ Berlin.

## Inszenierungen
- Ein Kinderspiel von Martin Walser (Stuttgart 1971), Uraufführung
- Was ihr wollt (Bremen 1972)
- Romeo und Julia (Stuttgart 1972)
- Frühlings Erwachen (Stuttgart 1974)
- Die kahle Sängerin (Stuttgart 1974)
- Woyzeck (Stuttgart 1976)
- Das Sauspiel, Martin Walser, Schauspielhaus Hamburg, 1976 Uraufführung
- Sonntagskinder von Gerlind Reinshagen (Stuttgart 1976), Uraufführung
- Der Entaklemmer von Thaddäus Troll (Stuttgart 1976), Uraufführung
- Ein Sommernachtstraum (Stuttgart 1977)
- Furcht und Elend des Dritten Reiches (Stuttgart 1978)
- Endspiel (Stuttgart 1978)
- Jenůfa, Leitung Michael Gielen (Frankfurt 1979)
- Die Soldaten, Leitung Gielen (Frankfurt 1980)[4]
- Der zerbrochne Krug (Stuttgart)
- Die wundersame Schustersfrau (Udo Zimmermann), Schwetzingen 1982, Uraufführung
- Die heilige Johanna der Schlachthöfe (Bochum 1980)
- Mutter Courage und ihre Kinder (Bochum 1981)
- Über allen Gipfeln ist Ruh von Thomas Bernhard (Bochum 1981), Uraufführung
- Johann Georg Elser von Peter-Paul Zahl (Bochum 1982), Uraufführung
- Ein Maskenball (Frankfurt a. M. 1982)
- Wolokolamsker Chaussee, Heiner Müller, (Bochum 1983) Uraufführung
- Die Weber (Bochum 1983)
- Der eingebildete Kranke (Bochum 1983)
- Die Räuber (Bochum 1984)
- Der Kaufmann von Venedig, Residenztheater München 1984
- Wir erreichen den Fluss, Russel Davis, (Santa Fe 1984)
- Eugen Onegin (Frankfurt a. M. 1984)
- Nachtwache, Lars Noren, (Bochum 1984) Deutsche Erstaufführung
- Herr Puntila und sein Knecht Matti (Bochum 1985)
- Stephen Climax, Zender, (Frankfurt 1986 Uraufführung)
- G’schichten aus dem Wienerwald, Burgtheater 1986
- An der Donau, Achternbusch/Goebbels, Akademietheater 1987 Uraufführung
- Die Minderleister, Turrini, Akademietheater 1987 Uraufführung
- Der aufhaltsame Aufstieg des Arturo Ui, Akademietheater Wien (1988)
- Don Giovanni, Leitung Harnoncourt (Amsterdam 1988)
- Chowanschtschina, Leitung Abbado (Wien 1989)
- Faust (Berlin 1990)[5]
- Idomeneo (Hamburg 1990)
- Die Ratten (Berlin 1992)
- Der Besuch der alten Dame (Berlin 1992/93)
- Der Ring des Nibelungen, James Levine (Bayreuth 1994–1998)
- Der Freischütz (Wien 1995)
- Die Nase (Schostakowitsch) (Oper Leipzig 1997)
- Tosca (Frankfurt 1998)
- Die Zauberflöte, (Frankfurt 1998)
- Manon Lescaut (Frankfurt a. M. 1999)
- Venus and Adonis von Hans Werner Henze Santa Fe 2000
- Lohengrin, Oslo 2001
- Tristan und Isolde, Simon Rattle, Amsterdam 2001
- Chowanschtschina, Zürich 2001
- Tristan und Isolde, De Billy, Barcelona 2002[6]
- Das Mädchen mit den Schwefelhölzern, Wiener Festwochen 2003
- Aida, Freiburg 2004
- Viva la Mamma, Semperoper Dresden 2004
- Clavigo, Berliner Ensemble 2005
- Peter Grimes, Teatro Municipal Chile 2005
- Das Wundertheater, Magonny Montepulciano 2006, Henzes 80. Geburtstag
- Figaros Hochzeit, München 2007
- Der Hauptmann von Köpenick, Festspiele Reichenau 2007
- Tristan und Isolde mit Metzmacher, Amsterdam 2008
- Lohengrin, Dallas 2008 Graeme Jenkins
- Don Giovanni, Magdeburg 2009
- Tosca, Volksoper Wien 2009
- Love Letters, Schlossparktheater, Berlin 2009
- Die lustigen Weiber von Windsor, Wien 2010
- Don Giovanni. Oviedeo 2012
- Die lustigen Weiber von Windsor, Gastspiel in Tokio 2012
- Die Stützen der Gesellschaft, Festspiele Reichenau
- Tosca, Oper Bukarest 2014
- Zum 100. Geburtstag von Thaddäus Troll, Berlin und Stuttgart 2014
- Don Giovanni, Pamplona 2015
- John Gabiel Borkmann, Festspiele Reichenau 2015
- Hermann und Dorothea, Burgtheater Wien 2016, als Gastspiel im Berliner Ensemble und bei den Ruhrfestspielen 2017

## Veröffentlichungen
- Der Mann von Pölarölara. Autobiografische Splitter. Wien: Hollitzer 2019. ISBN 978-3-99012-627-1